# Farob
Farob (tadż. Фароб) – miejscowość i dżamoat w zachodnim Tadżykistanie. Jest położone w dystrykcie Pandzakent w wilajecie sogdyjskim. Populacja dżamoatu wynosiła 6188 osób.